# Phaeoceros esquiirolli
Phaeoceros esquiirolli là một loài rêu trong họ Anthocerotaceae. Loài này được Stephani Udar & D.K. Singh mô tả khoa học đầu tiên năm 1981.